# Microtropis gagei
Microtropis gagei är en benvedsväxtart som beskrevs av Merrill och Freeman. Microtropis gagei ingår i släktet Microtropis och familjen Celastraceae. Inga underarter finns listade.